# 马来西亚法律制度
马来西亚法律制度主要是基于英美法系（普通法）的法律制度，大致沿袭自殖民地时期的宗主国英国。1957年马来亚联合邦独立以及1963年马来西亚成立后，马来西亚以《马来西亚联邦宪法》作为国家最高法律，规定了马来西亚的法律框架、马来西亚公民的基本权利、三权分立原则以及联邦政府与君主的管辖权限与角色。马来西亚国会所颁布的联邦法律适用于全国各地；反之，各州立法议会所颁布的州法律仅适用于该州，且不得与联邦宪法有所冲突。

## 历史
马来西亚的法律制度早在19世纪到20世纪60年代由英国殖民对马来亚、砂拉越和北婆罗洲的影响而形成。在1963年建国之前，马来西亚以英国的法律為基礎，即判例的使用。马来西亚法律也同时基于其他英美法系司法管辖区，即澳大利亚和印度。马来西亚刑事诉讼程序是基于印度刑法的形式而成。“合同法”也是採用印度的法律模式。但马来西亚土地法卻是基于澳大利亚托伦斯制度。
《马来西亚宪法》决定了立法、司法、行政等法定机关以及法律体系的基本架构，也阐明了政府和君主的权限以及公民的权利。

## 司法系统
马来西亚的法律制度依据《马来西亚联邦宪法》第121条文1A款实行双司法系统制度，并可分为两大类，即：
- 英美法系（主要法律体系，适用于全国人民）
- 伊斯兰教法（仅适用于穆斯林生活事务）

马来西亚宪法第121条第1A款规定了该国的双司法系统制度。此外，联邦憲法第3条也规定，伊斯兰法律属于各州法律的范畴，只有联邦直辖区除外（联邦直辖区的伊斯兰法律由联邦政府负责）。伊斯兰法律以伊斯兰教法为依据，相关法院被称为伊斯兰法院或回教法院。从整体来看，伊斯兰教法在马来西亚法律体系中所发挥的作用相对非常小，即它仅适用于穆斯林。在民事法方面，伊斯兰法院管辖权包括部分的个人法律事务，例如婚姻、财产继承权和叛教等。一些州属还制定了伊斯兰刑事法，例如《1993年吉兰丹回教刑事法》，然而，这些刑事法的管辖范围仅限于罚款金额不能超过5,000令吉，及监禁不超过3年的案子。在2007年8月，当时的首席大法官曾建议以伊斯兰教法取代目前在马来西亚使用的英美法系（普通法）。
| 性质               | 法院类型                           | 备注 |
| ------------------ | ---------------------------------- | --- |
| 英美法系（普通法） | 英国枢密院司法委员会（1985年中止） | 1985年前为马来西亚的最高終審法院。1978年，马来西亚政府中止了樞密院對刑事和涉及马来西亚憲制案件的司法權。1985年中止民事案件之司法權，并完全废除枢密院的終審权。 |
| 英美法系（普通法） | 马来西亚联邦法院                   | 1985年至今马来西亚的最高終審法院。 |
| 英美法系（普通法） | 马来西亚上诉庭                     | |
| 英美法系（普通法） | 马来西亚高等法庭                   | |
| 英美法系（普通法） | 马来西亚地方法庭                   | |
| 英美法系（普通法） | 马来西亚推事法庭                   | |
| 伊斯兰教法         | 马来西亚伊斯兰法庭                 | 穆斯林日常生活事务 |
| 王室               | 马来西亚特别法庭                   | 最高元首陛下以及9位来自各州世袭统治者殿下的法律事务 |

## 评论
2020年12月16日，马来西亚前首相马哈迪·莫哈末指出，国民联盟政府正在滥用马来西亚法律以达到其不民主和不公正的目的。他在博客撰文说：“我们会看到罪犯享有自由的生活。看来法律可以被滥用，以至于无法实现正义。”。